# LIWI Verlag
LIWI Literatur- und Wissenschaftsverlag este o editură germană cu sediul în Göttingen, fondată în 2018 de Thomas Löding.
Printre autorii cunoscuți ale căror scrieri au fost publicate la această editură se numără Franz Kafka, Stefan Zweig și Wolfgang Borchert. Editura publică în jur de 100 de noutăți în fiecare an, concentrându-se pe ficțiune și știință actuală. Pe lângă cărțile tipărite, programul editurii include și cărți audio. Actorul Kaspar Eichel, de exemplu, este o voce de carte audio bine cunoscută pentru LIWI Verlag. Printre alte voci cunoscute cu care editura a colaborat se numără actorul Heiner Lauterbach și cântăreața Mandy Capristo.